# Scydosella musawasensis
Scydosella musawasensis es la única especie del género monotípico de insectos Scydosella. Es considerada como el insecto de vida libre más pequeño, así como el escarabajo más pequeño. Pertenece a la familia Ptiliidae. El cuerpo es alargado y de forma ovalada, de color marrón amarillento, y sus antenas se dividen en diez segmentos. Las alas posteriores son estrechas y con aspecto de pluma.
Scydosella musawasensis fue descubierto en Nicaragua, y descrito en 1999 por Wesley Eugene Hall del Museo de la Universidad del Estado de Nebraska. El descubrimiento inicial consistió en muy pocos ejemplares, y debido a su pequeño tamaño fue difícil observarlos bajo el microscopio después de su preservación. Debido a esto las mediciones realizadas no fueron concluyentes. La longitud generalmente aceptada es de 0.300 mm.
El 8 de febrero de 2015, Alexey Polilov de la Universidad Estatal de Moscú recolectó ochenta y cinco ejemplares en el parque natural Chicaque, cerca de Bogotá, Colombia. Los insectos fueron encontrados en una capa de hongos del género Steccherinum (Meruliaceae) de los que se alimentan. Las muestras fueron fijadas en una solución de formalina, alcohol y ácido acético, conservadas en alcohol etílico de 70%, y examinadas con un microscopio electrónico de barrido (MEB). A partir de estas muestras fue posible realizar mediciones exactas. El individuo más pequeño mide solo 0.325 mm de longitud y el más grande 0,352 mm de largo; la longitud promedio de todas las muestras fue de 0,338 mm.